# The Time of Our Lives (EP)
A The Time of Our Lives Miley Cyrus harmadik albuma. 2009. 
augusztus 28-án jelent meg az Egyesült Államokban. Az album igazából EP mert nem lemez hosszúságú. A Hollywood Records adta ki, exkluzívan a Wal-Mart keretein belül. Cyrus ezzel a lemezzel reklámozta Max Azria-val tervezett kollekcióját. Több gyártóval és íróval dolgozott együtt az albumon, mint Dr. Luke és John Shanks, akinek a The Climb című sláger köszönhető. Képviseli a rockot is a lemez, de egy átmenet. Az összes dal közül Cyrus csak egynek volt társszerzője a Before The Storm-nak, amit duettben énekel fel a Jonas Brothers-szel.
Az album pozitív kritikákat kapott. A The Time of Our Lives kereskedelmi sikere jelentős ugyanis két hétig állt a 2. helyen a Billboard 200-on.
Az első kislemeze az albumról a "Party in the U.S.A." (Buli Amerikában), ez lett Miley és a Hollywood Records legsikeresebb kislemeze.A dal első lett a Billboard rádió lejátszási listáján dalokon és az India listán, ezenkívül bekerült az első tízbe Európában, Kanadában és Ausztráliában. A második kislemez a "When I Look At You" (Amikor rád nézek) lett, Billboard Hot-on 16. lett. A dal a The Last Song című film betétdala és a The Last Song Soundtrack nevű CD-n is megtalálható. Több, mint 1.300.000 példányban kelt el az Egyesült Államokban és világszerte 3.100.000-ben a mai napig.

## Kritikai fogadtatás
A kiterjesztett album általában pozitív értékelést kapott. Bill Lamb az Abaout.Com-ról dicsérte a dalokat a "Kicking And Screaming"-t, "Party in the U.S.A."-t és a "The Time of Our Lives"-ot, energikusnak és optimistának nevezte a dalszövegeket. Megjegyezte Bill:,,Az igazi kulcsa Miley Cyrus lefékező tehetsége és megkülönböztető képességű hangja." Heather Perec dicsérte ,,Egy újabb magabiztos lépés ebbe az irányba." Perec dicsérte a "Talk Is Cheap"-et, a "Kicking And Screaming"-et és az "Obsessed"-t, megjegyezte, hogy ezek érett dalok már, plusz ábrázolja az ő ,,a belső rockját és a ballada éneklő dívát." Mikael Wood az Entertainment Weekly-től azt mondta az "Obsessed" zenei stílusa olyan, mint a Nyomorultak című musical-nek, és hozzátette vár Cyrusra a metál zene.

## Helyezések
2009 szeptemberében 12. volt 62.000 példánnyal. Ennek köszönthetően Cyrus nyolc top tízes album lett, ha beleszámítjuk a Hannah Montana eladásokat is. Szeptember 19-én 153.000 példány kelt el ezzel 2. lett. Szeptember 26-án 120.000 eladás. A hétvégén 2009. október 3-án az album kezdett visszacsúszni így 5. lett 75.000 példánnyal.

## Kislemezek
1."Party in the U.S.A."
Ez az első kislemeze.Világszerte 2009. augusztus 11-én digitálisan került forgalmazásba. A dalban van Pop, Country és R&B, a dalszöveg fülbemászó és az üteme változó. Az elért kereskedelmi sikerek elérése révén bekerült az első tízbe Ausztráliában, Kanadában és az Egyesült Államokban. A szám elérte a Billboard Hot 100-on a 2. helyet, Hot Digital Songs öt nem egymást követő héten első lett. A dal 2009-ben holtversenyben a legmagasabban debütáló, és ez lett a Hollywood Records leggyorsabban fogyó kislemeze.
2."When I Look At You"
A második kislemeze az albumnak. A The Last Song című film betétdala. A klipet Adam Shankman rendezte. A Billboard Hot 100-on a dal 16. lett.

## Az album dalai
1. Kicking And Screaming (John Shanks, Kara DioGuardi, Ashlee Simpson) - 2:59
2. Party in the U.S.A. (Lukasz Gottwald, Claude Kelly, Jessica Cornish) - 3:22
3. When I Look At You (John Shanks, Hillary Lindsey) - 4:09
4. The Time of Our Lives (Lukasz Gottwald, Claude Kelly, Kesha Sebert, Pebe Sebert) - 3:33
5. Talk Is Cheap (John Shanks, Amy Lindop) - 3:41
6. Obsessed (Roger Lavoie)- 4:04
7. Before the Storm (duett Jonas Brothers) (Live) (Nick Jonas, Joe Jonas, Kevin Jonas, Miley Cyrus, Shakur Green) - 4:35
8. The Climb (Jessi Alexander, Jon Mabe) - 3:55

## Helyezések és csúcsok
| Ranglista (2009)             | Helyezés |
| ---------------------------- | -------- |
| Ausztrália albumlista        | 11       |
| Ausztriai albumlista         | 5        |
| Belgium albumlista (flamand) | 93       |
| Belgium albumlista (vallon)  | 59       |
| Kanada albumlista            | 9        |
| Francia albumlista           | 36       |
| Német albumlista             | 9        |
| Magyar albumlista            | 22       |
| Ír albumlista                | 9        |
| Japán Orinocó albumlista     | 10       |
| Olaszország albumlista       | 32       |
| Mexikó albumlista            | 24       |
| Új-Zéland albumlista         | 9        |
| Norvégia albumlista          | 33       |
| Spanyol albumlista           | 6        |
| Lengyel albumlista           | 32       |
| Dél-afrikai albumlista       | 13       |
| Svájci albumlista            | 33       |
| UK Albums Chart              | 17       |
| Billboard 200                | 2        |

## Minősítések
| Ország        | Hitelesítés |
| ------------- | ----------- |
| Németország   | Arany       |
| Spanyolország | Platina     |
| USA           | Platina     |
| Ausztrália    | Arany       |
| Új-Zéland     | Arany       |
| Lengyelország | Arany       |
| Magyarország  | Arany       |

## Fordítás
- Ez a szócikk részben vagy egészben  a   The Time of Our Lives (EP) című angol Wikipédia-szócikk fordításán alapul.  Az eredeti cikk szerkesztőit annak laptörténete sorolja fel. Ez a jelzés csupán a megfogalmazás eredetét és a szerzői jogokat jelzi, nem szolgál a cikkben szereplő információk forrásmegjelöléseként.